# 強化全民國防兵力結構調整方案
「強化全民國防兵力結構調整方案」是指在2022年12月27日，中華民國總統蔡英文宣布的臺灣兵役制度政策。自2020年開始，國家安全會議和中華民國國防部檢視和評估防衛戰力，認定4個月軍事訓練役無法達成防衛的基本戰力。對此，國防部提出建立主戰部隊、守備部隊、民防系統、後備系統，以提升全民國防戰力。其中，主戰部隊由志願役擔任，守備部隊則以義務役為主。同時，該調整方案規劃2005年次以後出生的義務役役男，兵役制度將延長為1年，並從2024年開始實施。
同時軍事操練內容將大幅調整，導入美國軍隊等模組化訓練模式。入伍訓練新增模擬戰場抗壓訓練等課程，實彈射擊亦提高到160發。部隊訓練加入駐地訓練、專精訓練、基地訓練、及漢光演習等聯合演訓。同時刺槍術調整為近戰格鬥訓練，並增加FGM-148標槍飛彈、FIM-92刺針人攜式防空飛彈、紅隼反裝甲火箭等操作。另外，義務役二等兵薪資自2024年起調至最高26,307元，並規劃役男在大學期間同時完成服役與學業。在野的中國國民黨、台灣民眾黨、時代力量表態支持兵役制度改革的大方向，但要求做好配套措施。而對於這項政策，美國和日本方面亦表示歡迎。

## 方案背景

### 兵役制度
1949年，中華民國政府遷往臺灣，為了防止中國人民解放軍入侵、及後續「反攻大陸」計劃，總統蔣中正對屆齡18歲男性實施徵兵制。自1951年起，中華民國陸軍需服役2年，空軍、海軍及海軍陸戰隊需服役3年，且退伍後反覆實施軍事操練。同時間，陸軍第一特種兵實際役期共3年。在1967年，中華民國國軍規模一度超過60萬人。隨著中國人民解放軍百萬大裁軍、《臺灣省戒嚴令》解除、開放兩岸探親，海峽兩岸關係呈和平對峙，中華民國政府決定精簡部隊。1990年起，不分軍種統一服役2年。其後總統李登輝計劃三階段（精實案、精進案、精粹案）裁軍。
在冷戰結束後，歐洲出現募兵制風潮，臺灣也出現廢除徵兵制聲浪。1997年，政府啟動國軍精實案。1999年起，高級中學、技術型高級中等學校和高等教育軍訓成績可折抵義務役役期。2000年1月，義務役役期縮短至1年10個月。在民主進步黨首次執政後，總統陳水扁推動提高募兵制比重的國防政策。直到2007年1月，役期因應「精進案」實施逐年縮短2個月，分別為1年8個月、1年6個月、1年4個月及1年2個月。另外在2000年8月，開始徵集替代役，發展成一般替代役（家庭因素替代役、宗教替代役，及專長資格替代役），及提供研究所以上學位申請的22項職業別研發替代役。
2008年1月起至2017年，役期均為1年。不過在中國國民黨執政後，海峽兩岸關係緊張情勢降低，馬英九政府決定從徵兵制全面轉向募兵制。2013年，中華民國國防部宣布1994年1月1日以後出生的役男，只需服為期4個月的常備兵役軍事訓練。而1993年12月31日以前出生的役男仍需服滿1年的義務役，在2018年底已經全數退伍。不過在同年，由於洪仲丘事件爆發，國軍湧現退兵潮，招募人數亦不如預期。同時，外界批評臺灣的軍事操練不切實際，4個月軍事訓練時間太短而無法培養戰鬥兵，且未有足夠時間進行體能或武器射擊等軍事操練。
2016年，中華民國再次政黨輪替，總統蔡英文曾表示要在志願役和義務制中找出理想制度。不過中華人民共和國持續強化有助於其實現目的的武裝力量，而其擴張威脅區域和平穩定。2019年1月，中共中央總書記習近平在《告臺灣同胞書》40週年，提出「一國兩制臺灣方案」。中國人民解放軍亦在臺灣海峽空域與海域舉行軍事演習行動，頻率、範圍不斷擴大上升，而中華民國國防部則每日更新中國人民解放軍軍機和軍艦的動態。美國中央情報局局長威廉·J·伯恩斯示警，臺灣發生軍事衝突的可能性越來越大，情報顯示中共中央軍委主席習近平下令中國人民解放軍在2027年以前做好戰爭準備。

### 後備民防

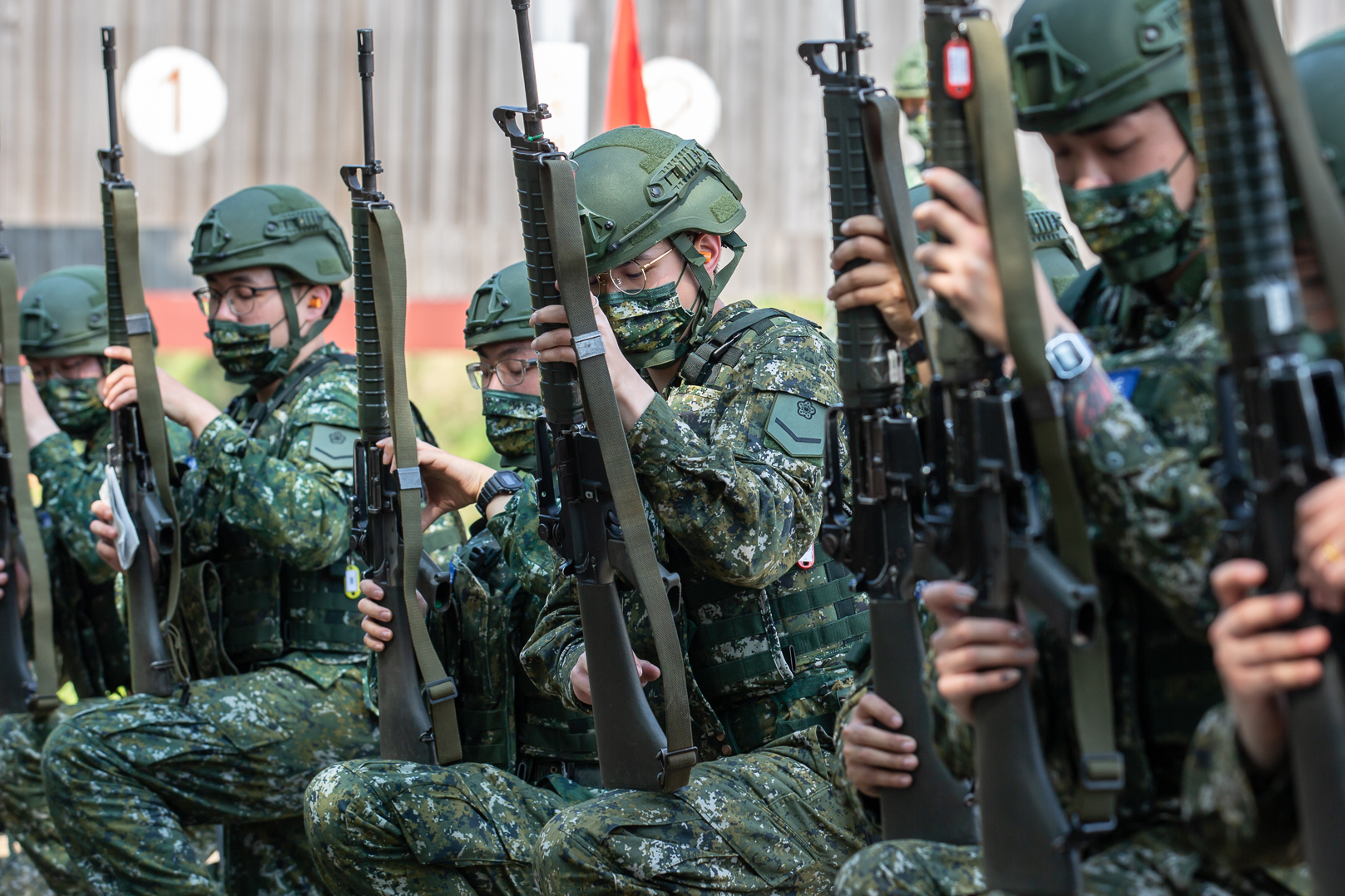
2022年3月，中華民國國防部試辦臺灣後備軍人的14天新式教育召集，預計召訓1.5萬位後備軍人。

2019年，中華民國國軍具有約230萬人的後備部隊，其中退伍8年內列管兵力約77萬人，可在24小時內動員21.5萬名後備軍人。但過去20年的裁軍政策，後備單位缺乏人力與裝備，亦沒有太多協同作戰演習。過往後備軍人的7天教育召集，訓練地點在軍營內部，訓練內容亦不扎實，長期受到軍事專家批評。同時，儘管地方政府在戰時必須編組民事防護系統，在社會普遍沒有戰爭危機意識下，地方政府、警察單位、國防部等民事防護單位出現權責不清情況。除了民事防護人員長期缺乏訓練、里長人力和資源不足，亦缺乏檢驗考核與淘汰機制，而民事防護系統演習更成為「表演」，導致民間防衛量能低落。
2018年11月，隨著中華民國與美國關係升溫，美國在臺協會主席莫健首次公開建議國軍應改革後備部隊。因應臺灣海峽危機壓力加劇、提高臺灣民眾國家安全能量，增加新式教育召集做法、及恢復役男1年制訓練，成為全民國防重點討論項目。對此，蔡英文希望達到「常後一體」、「後備動員合一」、「跨部會合作」三大目標。國防部過去曾招募後備戰士，但其員額在2022年大幅減少。而隨著臺灣社會對於軍事入侵危機意識和焦慮感上升，民間也組成社區民防團來補足既有缺口，並推出緊急應變課程等內容，訓練民眾準備面對戰爭。
2022年3月，國軍推動新式教育召集訓練，企圖強化後備軍人的動員戰力。新式教育召集增加至14日，訓練採戰鬥部隊規模，實際前往戰時守備區域。同時招募人員的方式也與過往隨機召訓模式不同。新式教育召集次數1次將抵2次舊式教育召集，且舊式教育召集比例將下滑。新式教育召集受到社會輿論關注，但訓練內容與改變幅度仍受到不少軍事專家批評。同時間，部分軍事專家建議臺灣成立由各地民眾志願組成的「國土防衛部隊」，亦出現民間舉辦以空氣槍作為訓練裝置的「類軍事訓練課程」。在這期間，參考以色列徵兵制的女性服役議題也受到討論。
2022年4月，國防部針對民眾戰時自處公布第一版《全民國防手冊》，但遭到民主進步黨等黨派立法委員批評，經過修正後，在2023年6月13日發布第2版《全民國防手冊》，新增「敵我識別」等內容。國防部全民防衛動員署將自2023年起擴大後備新式與舊式教育召集，全民防衛動員署後備指揮部政戰主任編制調升為少將。同時，國防部全民防衛動員署預計公布志願教育召集申請，其後教育召集也都須離開軍營，前往戰術位置施訓。不過在內政部公布2022年度徵兵及齡男子調查結果中，人數僅剩118,000餘人，降至10年來新低。

## 調整計劃

### 評估公布

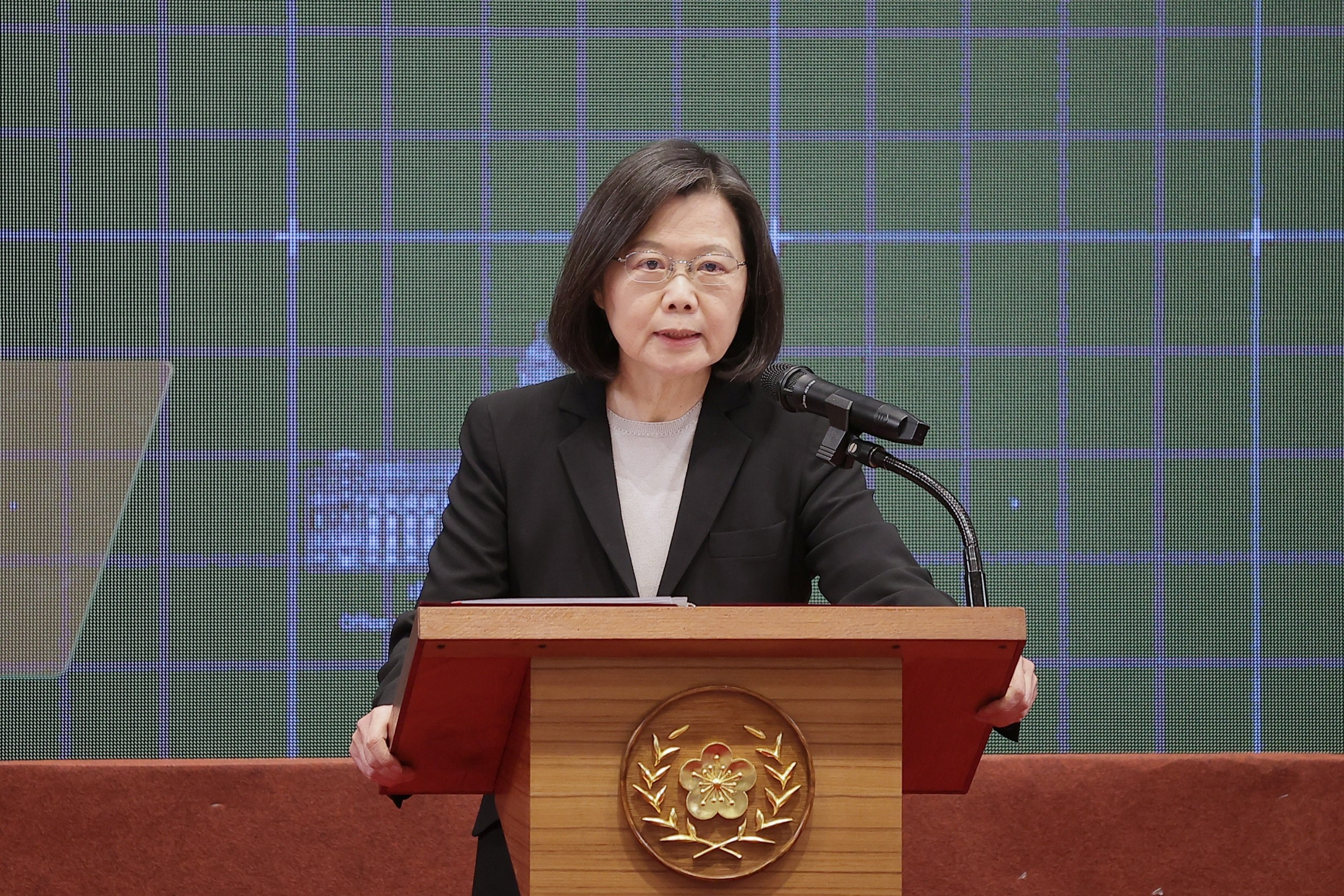
2022年12月，總統蔡英文在總統府主持「強化全民國防兵力結構調整方案」記者會，公布義務役未來改為1年。

中華民國兵役制度屬於國防政策，依照《中華民國憲法》是總統職權。2020年開始，國家安全會議與國防部透過不同面向全盤檢視防衛戰力，評估兵力結構和兵役制度，並展開跨部會協調討論。其中國防部納入義務役役期意見，就其專業立場進行研議評估。總統蔡英文也召開軍事會談，密集研商兵力結構調整和配套方案，前後討論修改50幾次。2022年，中華民國國防部部長邱國正表示預計在年底前提出評估報告，但為考量在地方公職人員選舉之前或之後公布。他承諾若有定案，會公布1年後開始實施，並一定會有過渡期。
其後對於役期是否延長，中華民國總統府發言人張惇涵、行政院新聞傳播處發言人羅秉成數次表示國防部仍在評估，但尚未定案。12月7日，邱國正表示役期方案維持計劃，預計在年底前公告。12月8日，中華民國內政部代理部長花敬群表示，公布時間、受影響役男在做最後確認。12月15日，國防部發言人孫立方表示牽涉層面廣泛，沒有進一步說明。12月18日，行政院院長蘇貞昌表示兵役制度需各部會盤點，已在最後整理階段。12月19日，邱國正表示兵役制度規劃沒有高層壓力與卡關問題，需要時間整合待遇、福利、教育等工作。
12月21日，張惇涵表示蔡英文將將召開國家安全高層會議，討論相關方案。其後傳出蔡英文預定在12月27日決定役期延長1年。12月27日上午10時，蔡英文邀集府院及各部會高層，召開國家安全高層會議，討論「強化全民國防兵力結構調整方案」。下午3時30分，蔡英文召開「強化全民國防兵力結構調整方案」記者會，確定役期延長1年。她提到這是困難的決定，但面對區域情勢轉變須修正整備，是無法迴避的責任。她坦言許多人服役經驗是浪費時間，訓練將有所強化提升。她希望能有更多良性討論，並強調備戰才能避戰。
其後，總統蔡英文、副總統賴清德等人接受媒體訪問，長達1個小時2分鐘，這也是蔡英文相隔745天後再次開放媒體提問。蔡英文表示相信關心臺灣的國家都會看到臺灣對國家安全的重視、保護自己家園的決心。針對外界關切政府調整兵力結構背後有美國施壓，蔡英文駁斥沒有美國方面的壓力。對於記者提到這次兵役制度調整是否涉及女性服役，蔡英文表示女性參與國家安全事務是更大的課題，因此會先逐步解決目前所面臨的問題。對於記者問到是否擔心義務役役期恢復1年影響選情，賴清德表示他們把國家利益放在優先的位置。

### 後續配套

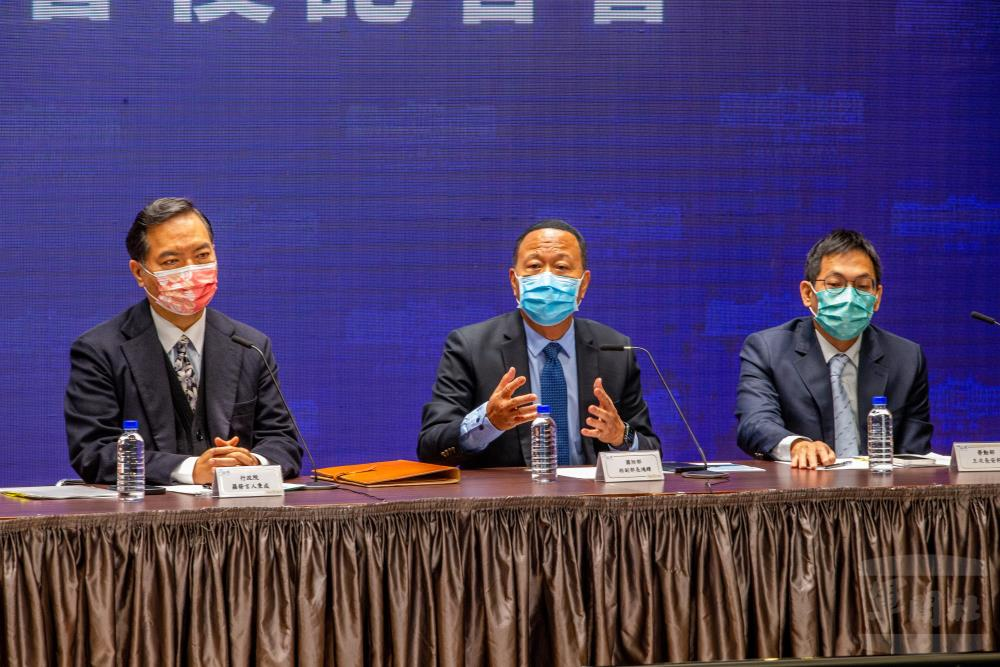
2022年12月，國防部副部長柏鴻輝出席行政院會議記者會。

依據法律，除非役期延長超過1年，否則並無修法問題。兵役制度延長案經國防部呈報行政院核定後，便送交立法院查照（備查），並有1年的準備期。不過外傳民主進步黨立法院黨團計劃把從「查照案」改為「審查案」，引發中國國民黨立法院黨團與臺灣民眾黨立法院黨團不滿，民主進步黨立法院黨團總召柯建銘澄清會尊重各黨團作為。12月28日中午，邱國正率團前往立法院，拜會在野黨立法院黨團討論、尋求支持。中國國民黨立法院黨團立法委員質疑溝通做法、及受到美國方面壓力，臺灣民眾黨立法院黨團提出兵役制度改革訴求。
對此，邱國正形容國軍的壓力是「如臨深淵」，承諾在正式實施前會做好準備工作。12月29日，蘇貞昌核定恢復常備兵役制度役期1年，並請相關部會妥適規劃徵兵作業。內政部並在行政院會議報告「替代役配合方案」。同日，國防部公布4分鐘影片，說明未來將精進各階段的訓練內容。為了避免搶提早當兵，國防部要求內政部在2023年辦理年度徵集時，不要徵集2005年次役男入伍。12月30日，蔡英文前往澎湖縣視察實戰化射擊訓練，表示義務役恢復1年是在部隊學習更多生存、作戰、救人的技能，國軍將強化與提升訓練的方法及設備。
2023年1月3日，立法院程序委員會排定1月9日至1月13日院會議程，將義務役役期恢復為1年的查照案列為報告事項。1月5日，中華民國教育部舉辦112學年度全國大專校院校長會議，中華民國國立大學校院協會理事長暨國立中央大學校長周景揚、世新大學校長陳清河等大學校長願意配合國家政策，希望藉由完善配套措施讓修業更有彈性。1月9日，立法院院會宣讀報告事項，義務役役期恢復為1年的查照案准予查照，在2024年實施。
2024年6月6日，新任國防部長顧立雄於立法院外交及國防委員會報告，答詢指出已啟動國防革新措施：
1. 取消不符近戰格鬥精神的傳統刺槍術
2. 廢除形式主義性質的官兵休假每日互助回報制度
3. 國軍官士兵出國可自由行，取消限制「跟團」
4. 日後取消陸官校慶踢正步，聯兵旅部隊回歸「戰訓本務」
5. 作戰與戰術層級回歸參謀總長以落實分工與授權
6. 正副主官留值規定恢復常態，兼顧各級幹部照顧家庭並利於人才長留久用
7. 安全查核將效仿美軍以接密等級而非階級管制

## 方案內容

### 國防體系

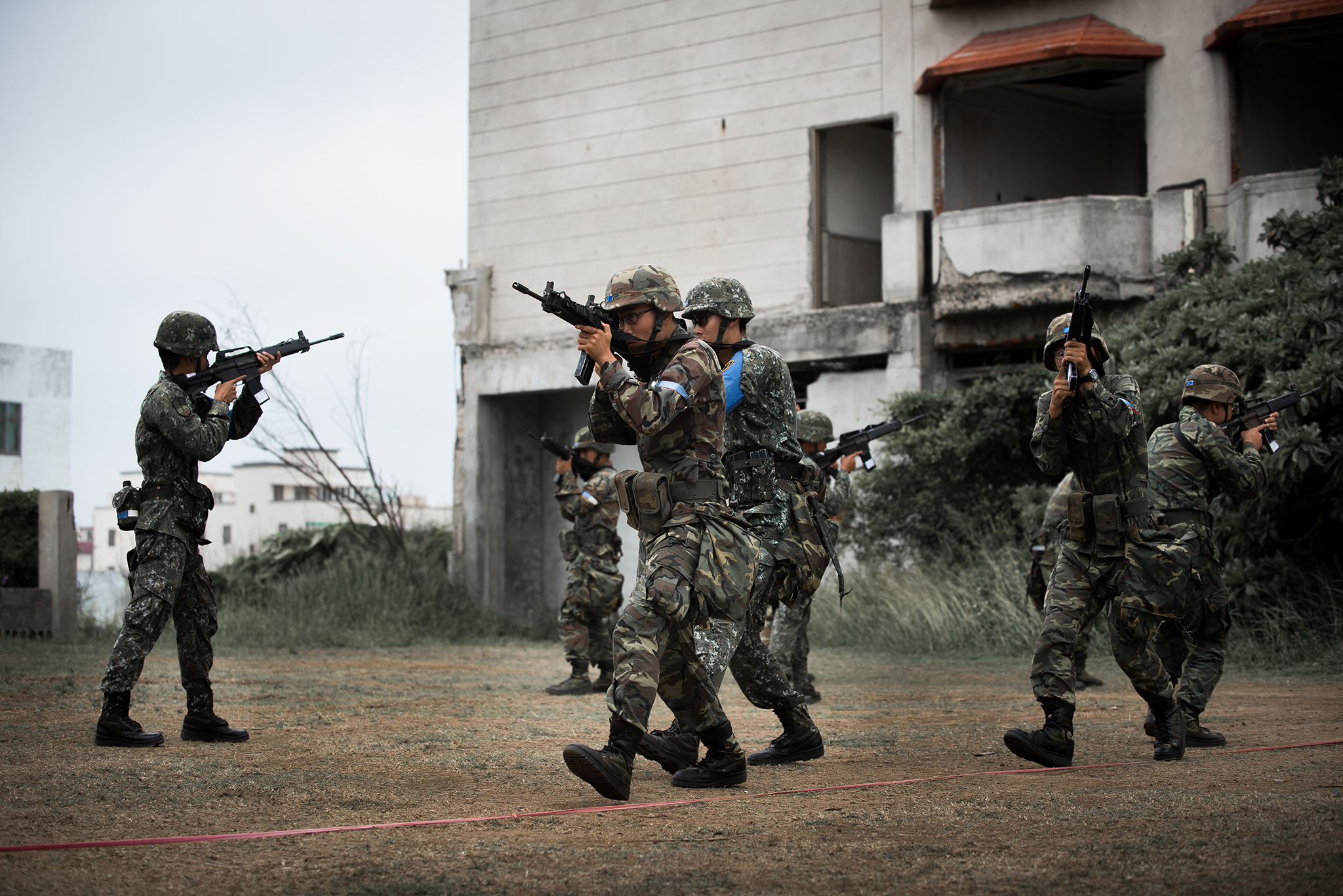
2017年5月，中華民國國軍舉行漢光33號演習，守備部隊士兵在澎湖縣執行「反登陸作戰」等操演。

目前中華民國國防部編列的國軍員額為21.5萬人，但過去10年實際人數未達標，僅約16萬多人。為了確保充分發揮戰力，調整方案提出全民國防體系：志願役為主的「主戰部隊」，負責保衛領土、領海、領空安全；義務役為主的「守備部隊」，負責守衛支援作戰與民事防護協力；部會、地方政府、替代役、保安警察、地方民防團體組成的「民防系統」；退役志願役幹部／義務役後備部隊構成的「後備系統與後備部隊」，充實主戰／守備部隊，支援城鄉守備、災害防救。募兵制（作戰任務）和徵兵制（守備任務）人員任務不同，並在戰場相互合作。
在調整方案中，義務役規劃為守備部隊，負責守備國土重要防線（如海岸灘頭或主要幹道）、防護軍事／民間設施、協力民事防護等任務，被形容是「國土防衛部隊」。陸軍便規劃新編成5個海岸守備旅，接收1年役期義務役役男編實專責部隊。其中海岸守備隊將規劃由北至南駐地依序為桃園市楊梅營區、苗栗縣斗煥坪營區、嘉義縣崎頂營區、臺南市大內營區、高雄市鳳山營區，主要由各作戰區部署在西部敵軍可能登陸進犯的特定海岸區域，並支援主戰部隊作戰。而過去則傳出會新增4個守備旅保護重要建設，並將包括北部2個據點、中南部各1個據點。
不過在徵兵制的民主國家中，南韓役期18個月到21個月、新加坡役期24個月、以色列役役期24個月到30個月。反之，臺灣軍事訓練役僅4個月，並可申請暑假分段入伍。面對中國人民解放軍威脅攀升，4個月軍事訓練無法達成基本需求，武器熟悉度和部隊經驗不足。對此，調整方案決定延長役期，提升在營兵力與戰力，以符合國軍強化「不對稱作戰」的戰備思維。其中，年滿18歲的役男役期，由現行4個月的訓練制度，延長為1年期義務役。該方案將2024年1月1日起實施，徵集2005年次1月1日後出生、符合18歲的役男。
雖然2005年次出生的役男在2023年便滿18歲，但由於規定是按年次，無法讓該年次役男在2023年入伍，僅能安排在年底前完成檢查。國防部預判在2024年首次實施1年期義務役，徵集入營的未升學役男約9,127人。而受過高階專長訓練的義務役，將在退伍後按軍種、部隊需求，分配到適當部隊接受教育召集。而在2005年1月1日前出生的役男，仍適用4個月軍事訓練。為了避免相處問題，役男會以相同役期在同一營級服役方式分發。另外，在恢復1年期義務役後，取得「結訓令」的4個月軍事訓練役男沒有補役期問題，不需補實8個月役期。

### 新式訓練

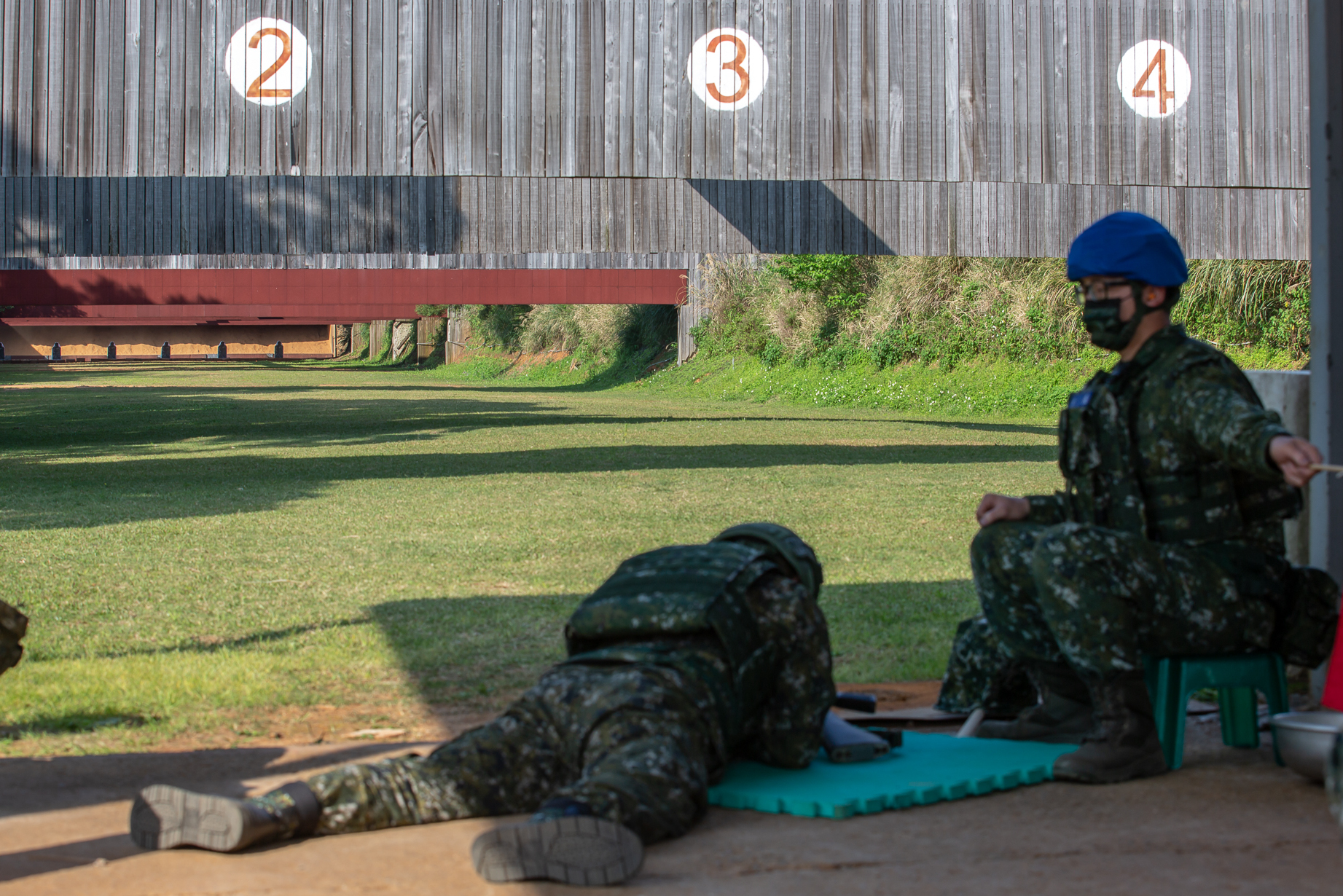
臺灣新制義務役訓練除了將訓練時間延長到1年之外，也增加實彈射擊的子彈數量。

早在2022年12月，國防部宣布志願役官兵入伍訓練時間自2023年1月1日起，從原本5週230小時延長到8週380小時。在射擊部分，從原本的臥姿86發，調整為立姿、跪姿、臥姿3種姿勢共160發，同時新增戰傷救護、戰場抗壓等課程項目。國防部還參考美國軍隊訓練和體適能測驗科目、及模擬戰場所需情境，公布新制定的基本體能多元訓項，提供各級部隊多元的鑑測選項。而在義務役役期恢復1年後，相對於過去的老舊訓練，國防部同樣對義務役訓練課目內容進行大幅調整。同時國防部亦表示將會辦理1年期義務役大專程度義務役預備軍士官考試。
其中，未來義務役訓練將適用新型訓練模式，參考美國等先進國家軍隊，導入模組化訓練模式。這包括強化訓練內容、擴充訓練性能，增加操作訓練、實戰化訓練課程、實彈射擊與聯合演訓。1年期義務役入伍訓練比照志願役，從原本5週延長至8週，並有一般課程、體能戰技、兵器訓練、戰鬥教練。實彈射擊姿勢從過去臥姿射擊，改為立姿、跪姿、臥姿射擊，並從86發倍增至160發。相對於過去入伍訓練僅有裝備保養、500公尺障礙超越、武器原理訓練等，還將新增模擬戰場實景抗壓訓練、實戰化肌耐力、戰傷救護等課程。
其中，1年期義務役部隊訓練時間由8週調整至44週，並分成駐地訓練18週、專精訓練7週、基地訓練13週、及聯合演訓（漢光演習等）6週。具「一般專長」者可依志趣自選或戶籍分發至守備／主戰部隊，具「民間特殊專長」者則可至專業部隊。同時增加實戰化射擊等模組化訓練，全部役期射擊發數不低於800發。除了傳統刺槍術調整為近戰格鬥訓練，1年期義務役將依照任務需求，增加學習FGM-148標槍飛彈、FIM-92刺針人攜式防空飛彈、紅隼反裝甲火箭、無人機等新式武器裝備的操作訓練，將此列為訓練重點課程。
若義務役役男射擊能力好，例如打靶100發能全數滿靶，則有機會參與特殊狙擊槍訓練，守備任務為狙擊手任務。對於學者建議可以遴選優秀的義務役前往美國受訓提升戰力，國防部全民防衛動員署回應會謹慎評估列入參考。而自2023年開始，4個月軍事訓練役入伍訓練維持5週、部隊訓練11週，並逐步強化訓練強度。訓練內容與現在有所不同，入伍訓練實彈射擊由86發增至104發，部隊訓練由113發增加至183發。期末測驗將實施三天兩夜宿營及行軍。自2024年起，4個月軍事訓練役入伍訓練從5週變成8週，部隊訓練從11週下降到8週。

### 其他調整
早在2022年11月，內政部調高義務役軍人作戰、因公死亡、及身心障礙慰問金的發給基準。同時，對於過去4個月軍事訓練的二等兵每月薪資僅新臺幣6,510元，只有南韓二等兵的一半薪水，在檢討賠錢當兵的不合理現象後，決定隨著役期延長大幅提升役男薪資待遇，以兼顧服役期間的經濟生活。在研議過程中，相關單位曾經提議每月新臺幣1.5萬元。最終未來1年期義務役二等兵，在完成入伍訓練8週的實領薪資為新臺幣20,320元，加上政府負擔的軍人保險、全民健康保險與伙食津貼等，提高到接近中華民國基本工資新臺幣26,307元。
其中二等兵在8週的新兵訓練階段領取薪額10,130元，在第九週入伍結訓合格取得專長證書、並下部隊後，加領專業加給10,190元（共20,0320元）；役男分發到外島、高山站臺等偏遠地區，同樣依相關規定辦理特殊薪資加給，但金額低於志願役。不過義務役二等兵的26,307元與志願役二等兵的35,320元差距不到10,000元，國防部則表示志願役部分調薪暫不考慮。其後一等兵為22,040元（薪額10,910元、專業加給1,1130元）、下士為26,450元（須受士官訓，薪額12,470元、專業加給13,980元）、少尉為35,560元（須考取預官，薪額21,200元、專業加給14,360元）。而2024年後適用4個月役期者維持6,510元。
對於薪資提高與役期延長牽動大量預算，國家安全會議秘書長顧立雄表示自2024年起，9,000多名義務役約增加21億元國防預算。到了2029年，5萬多名義務役約增加160億元國防預算。國防部還建議教育部研擬可以讓學生自由選擇的彈性修業體制方案與配套措施，並讓學生個人保持彈性安排的規劃，在大學4年期間同時完成服役與學業。其中無論是先服完1年兵役，再集中在3年學期和寒暑假修完應修學分；或是先讀完4年大學再服役。這些配套將涉及校系寒暑假修課、修課穩定度、放寬學分上限、拉開畢業年限限制、同班女同學分流學習等調整。
由於必須兼顧校務、教學運作以及學習需求，教育部部長潘文忠表示預計2023年初與各大專院校、學生團體交換意見後，規劃相應的修法配套措施。另外，對於過去服役年資只能併計軍公教退休年資，則將推動服役年資銜接勞工退休金制度。中華民國勞動部勞動福祉退休司司長謝倩蒨表示仍需邀請相關部會討論。其後勞動部預告《勞工退休金條例》修正草案，對比勞工退休金級距為21,009元提6%，同樣開放役男自提最高6%。

### 替代制度

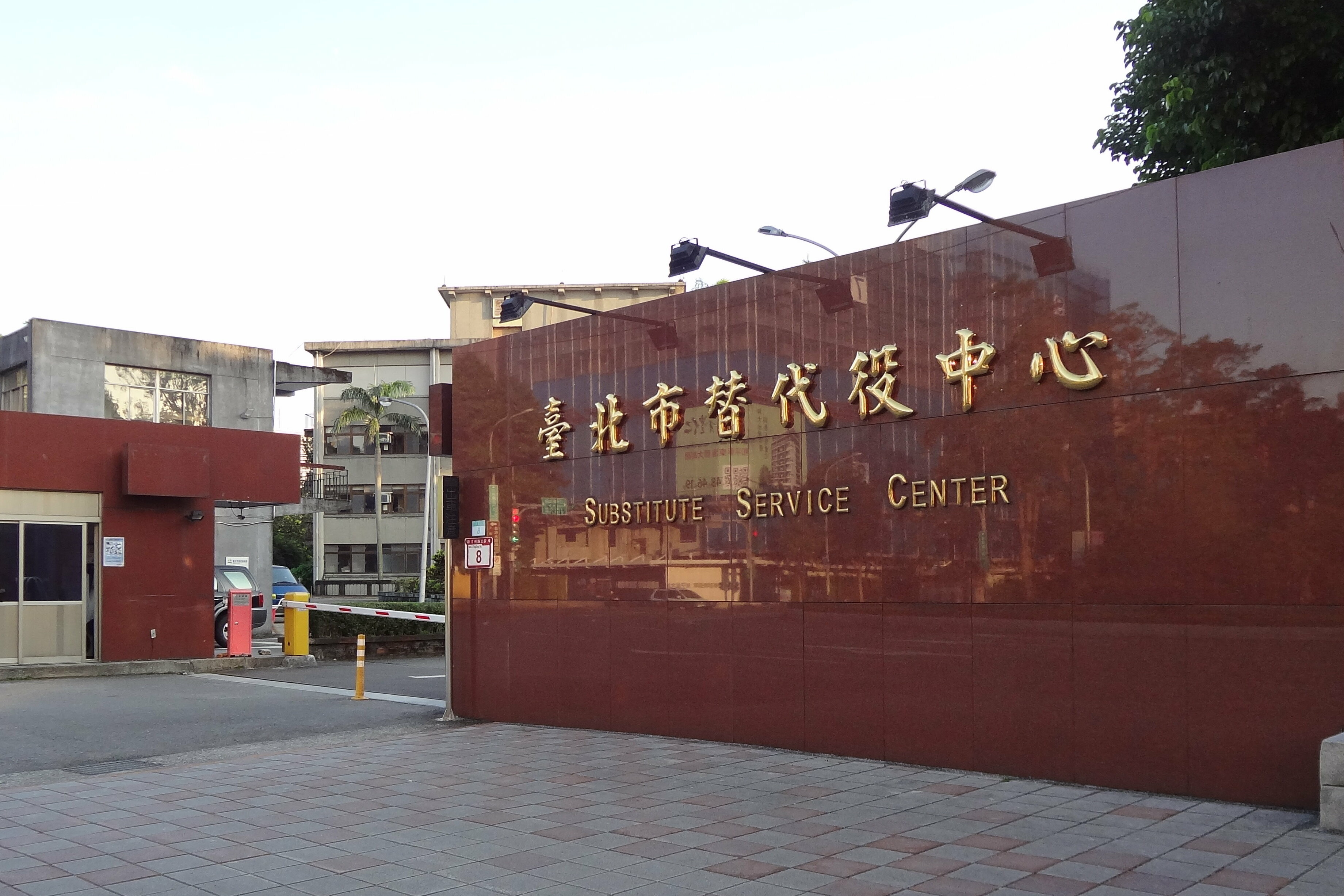
2005年次以後的役男申請替代役須符合「家庭因素」及「宗教因素」兩類，役期與薪俸比照義務役士兵。

為了強化國軍訓練，國防部除了延長義務役役期，同時將替代役人數多寡納入考慮，替代役在申請資格和受訓內容都將比以往嚴格。其中，隨著義務役役期恢復為1年，替代役役期與常備兵役期同樣延長至1年。同時，2005年次以後的役男要申請替代役，需符合「家庭因素」及「宗教因素」兩類。而因應全民國防兵力結構調整和政策需求，雖然專長資格替代役及研發替代役都還會持續一段時間，但將不再開放2005年次以後的役男申請。
同時根據2022年度徵兵及齡男子兵籍調查，同年6月免役體位達到17,844人，使得內政部開始討論修改役男體位標準。內政部也規劃精進替代役訓練、服勤課程，並擴大備役召訓人數與量能。同時配合民防訓練，將替代役備役役男依照專長分為防災救護、治安維護、社會服務、公共服務等編組，戰時就地支援軍事勤務、增強國土守備韌性。而一般替代役男的薪俸、地域加給、及主副食費，則比照國軍義務役軍官、士官、常備兵標準發給，起薪新臺幣20,320元。
同時兵役制度將會中斷訓練，於對運動員有很大影響，這讓國家運動訓練中心隊伍是否重啟引發討論；其中中華民國棒球協會有意重啟國訓中心棒球隊，中華民國籃球協會亦有意跟進恢復，並與教育部體育署討論。對此，教育部體育署競技運動組組長藍坤田表示相關配套與細節還需與協會、內政部討論。

## 各界反應

### 政府政界

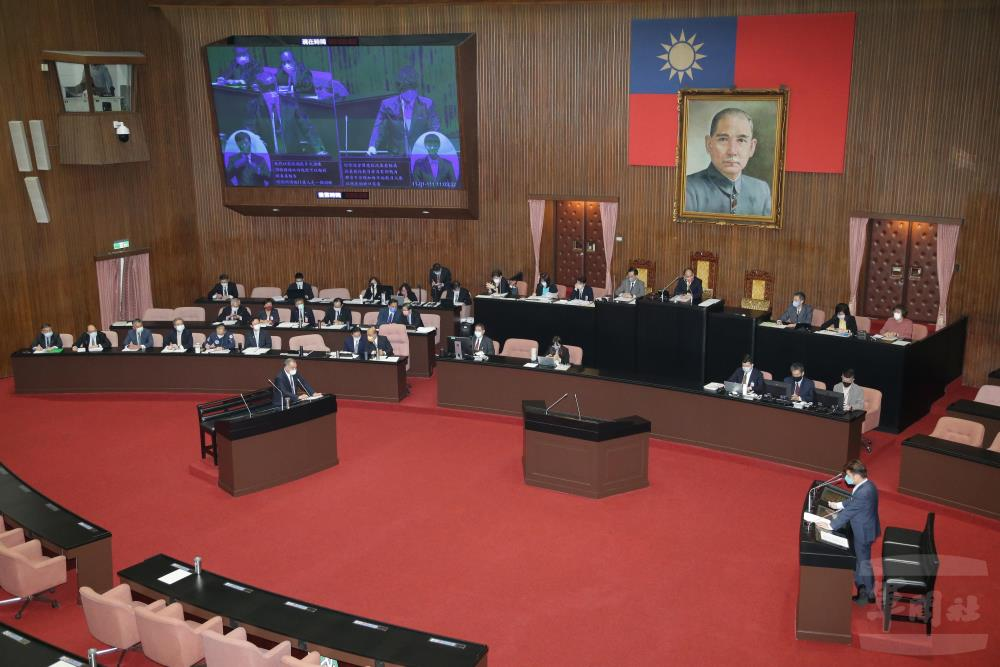
對於立法委員持續關注義務役役期是否延長、是否選後定案，國防部部長邱國正表示並沒有選舉考量。

早在2022年3月，時代力量立法委員邱顯智和王婉諭召開公聽會，討論兵役制度改革等議題，呼籲役期應從4個月延長為1年、國防部要與民間擴大合作。在國策研究院舉行俄烏戰爭對臺灣海峽安全的朝野對話上，中國國民黨國際部主任黃介正與民主進步黨國際部主任羅致政都認為臺灣急需提升自衛能力，並檢討兵役制度。內政部部長徐國勇曾表示個人贊成延長役期，讓國家可以安全永續。同年9月至10月，立法委員江啟臣、李德維、謝衣鳯等人持續關注義務役役期延長，在地方公職人員選舉後定案，更質疑遲遲未公布是擔心影響選情。
同年12月，國軍退除役官兵輔導委員會主任委員馮世寬表示4個月役期太短、刺槍術應當保留。代理民主進步黨主席的高雄市市長陳其邁表示有必要讓臺灣更安全。民主進步黨立法委員劉世芳、林靜儀、鍾佳濱等人支持役期延長至1年，但要求國防部提出配套。民主進步黨臺北市立法委員補選候選人吳怡農提出國土防衛部隊政見，表示這反映臺灣海峽情勢嚴峻。中國國民黨立法委員呼籲國家安全會議應討論缺電、物價、貧富差距等問題。中國國民黨臺北市立法委員補選候選人王鴻薇則表示別將責任推給役男，應有充分說明。
在恢復1年期義務役後，行政院院長蘇貞昌表示充分的備戰才能避戰，民主進步黨副秘書長林飛帆指出這是為建構全民防衛體系。民主進步黨立法委員范雲表示女人不是不當兵，將提案修改《兵役法》。在野的中國國民黨、臺灣民眾黨、時代力量均表示支持役期恢復1年的改革方向，但要求做好役男學業、服役、職涯銜接等相關配套。中國國民黨中央委員會文化傳播委員會主任委員洪孟楷便表示，中國國民黨支持兵役制度改革，但過程應有完整配套措施。中國國民黨立法委員馬文君則認為，薪資調漲對國防預算的壓力勢必增加。
中國國民黨主席朱立倫在中央常務委員會發表談話時，強調三大方向與七大配套，主張藉由軍人專屬優惠等，讓服役內容、品質、待遇及光榮感向上提升。他還指出中國國民黨更重視透過「國防」與「對話」，達到避戰、和平的效果。另一方面，中國廣播公司董事長趙少康提出蔣中正對中國共產黨的「七分政治，三分軍事」策略，強調臺灣不是美國的殖民地。他堅決反對義務役延長為1年，並表示未來中國國民黨執政，會把役期改回來。

### 專家學者

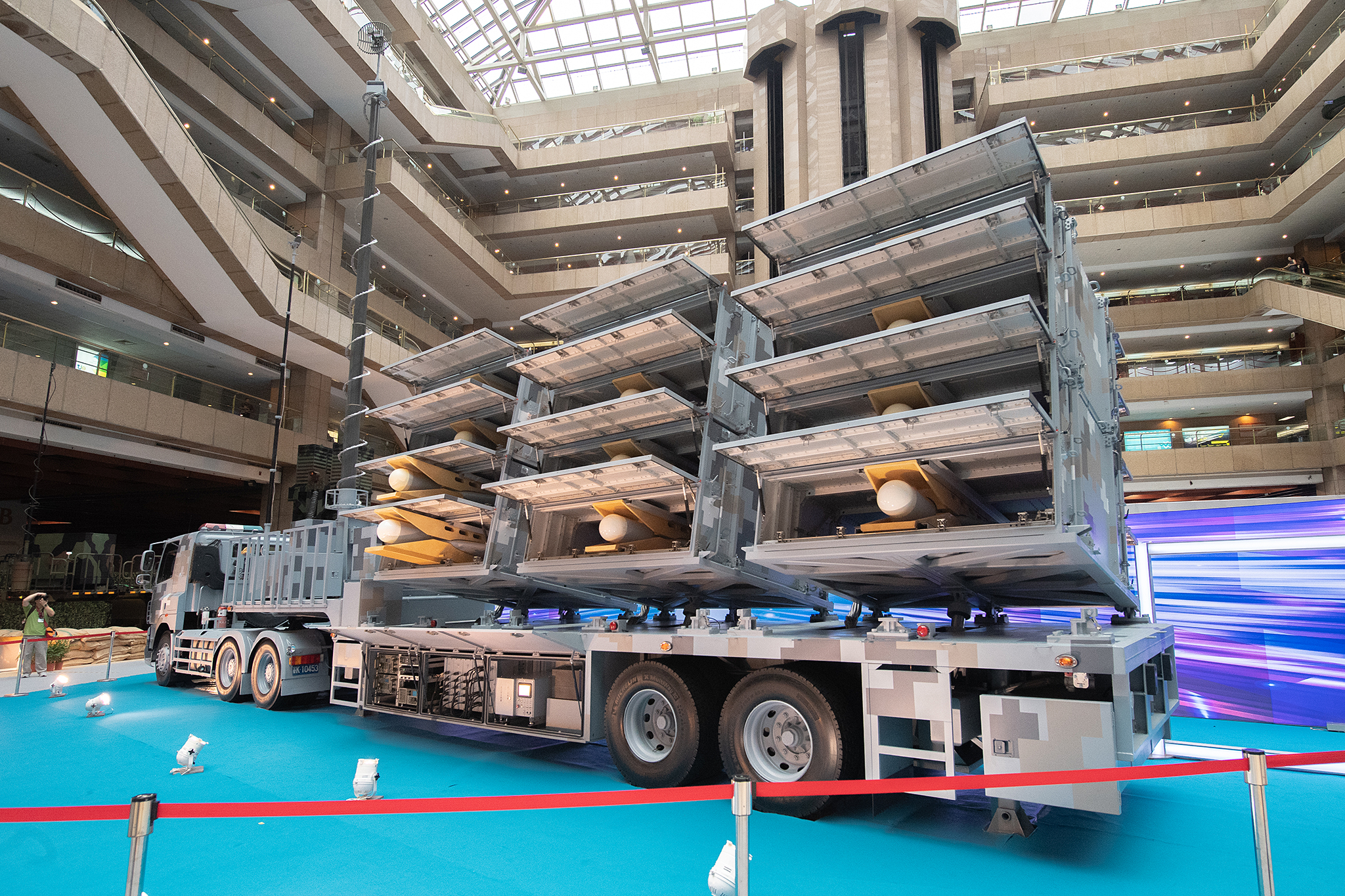
國家中山科學研究院研製的劍翔無人機與發射車。

數位軍事專家及學者認為役期延長的重點，在於訓練內容能否更精實並貼近實戰；不過只有1年準備時間，可能無法完成訓練人才培訓、訓練場地設施、靶場營舍擴建等措施。前國防部參謀本部參謀總長李喜明表示改革方向正確，只是未來執行細節需要注意，並建議中央政府應協助國軍。國防安全研究院國防戰略與資源研究所所長蘇紫雲表示兵役改革能協助役男完成心理調適、體能強化、熟悉武器。外界亦質疑役期長度無法培養合格的FGM-148標槍飛彈兵，蘇紫雲則提到FIM-92刺針人攜式防空飛彈訓練應是指部分役男可以操作「模擬器」學習。
國防安全研究院國防安全研究所所長沈明室則分析，訓練內容、軍隊文化、訓練方法的調整改變是這次改革重點，應該要追求部隊訓練的實際效果，讓義務役具備合格步槍兵及其他專長。同時他也認為過往編制在各級軍事學校的志願役人員，應該調動到需專業化人力的單位。前空軍副司令張延廷也表示，應該先把役男訓練成合格的戰鬥兵，再接續專長訓練，並且用最少人力發揮最大戰力。國防安全研究院助理研究員許智翔則指出大量練習武器裝備有其必要性，同時他以俄烏戰爭為例，並應該在入伍前調查役男背景，善用其對資訊、無人機等技能。
對於不斷被討論是否要保留的刺槍術，蘇紫雲表示刺槍術仍然可以結合搏擊訓練，陸軍退役中將帥化民則表示現在的刺槍術訓練流於形式、一定要改進。《全球防衛雜誌》採訪主任陳國銘認為役男有能力操作較為複雜的軍備，並且主張訓練應該結合守備地區，並藉由守備部隊保護發電廠、港口等重要設施。《全球防衛雜誌》編輯主任宋玉寧認為灘岸守備原先是退伍官兵召回訓練的後備部隊負責，現在改由現役官兵、1年義務役編實的守備旅，可望提升戰力。不過他表示更重要的是裝備與時俱進，海岸守備旅的武器至少要與一線部隊相當。
淡江大學國際事務與戰略研究所助理教授林穎佑認為，國軍接受美國軍隊軍事操練模組可能與未來接軌有關，但各項改革並無足夠場地與配套。宋玉寧也指出過去志願役士官並未接受先進訓練，在短時間速成是一大考驗。國家政策研究基金會副研究員揭仲亦表示恢復1年役期，不能忽略對常備部隊戰力的影響。他認為國軍兵科基地與聯合作戰訓練早已飽和，加上基層幹部不足，訓練能量將成為隱憂。不過國防安全研究院學者韓岡明則指出，役期恢復1年可讓常備部隊不用處理動員任務，並在3年至5年後補足後備部隊基層幹部、及中高階軍事專長不足等問題。

### 其他反應

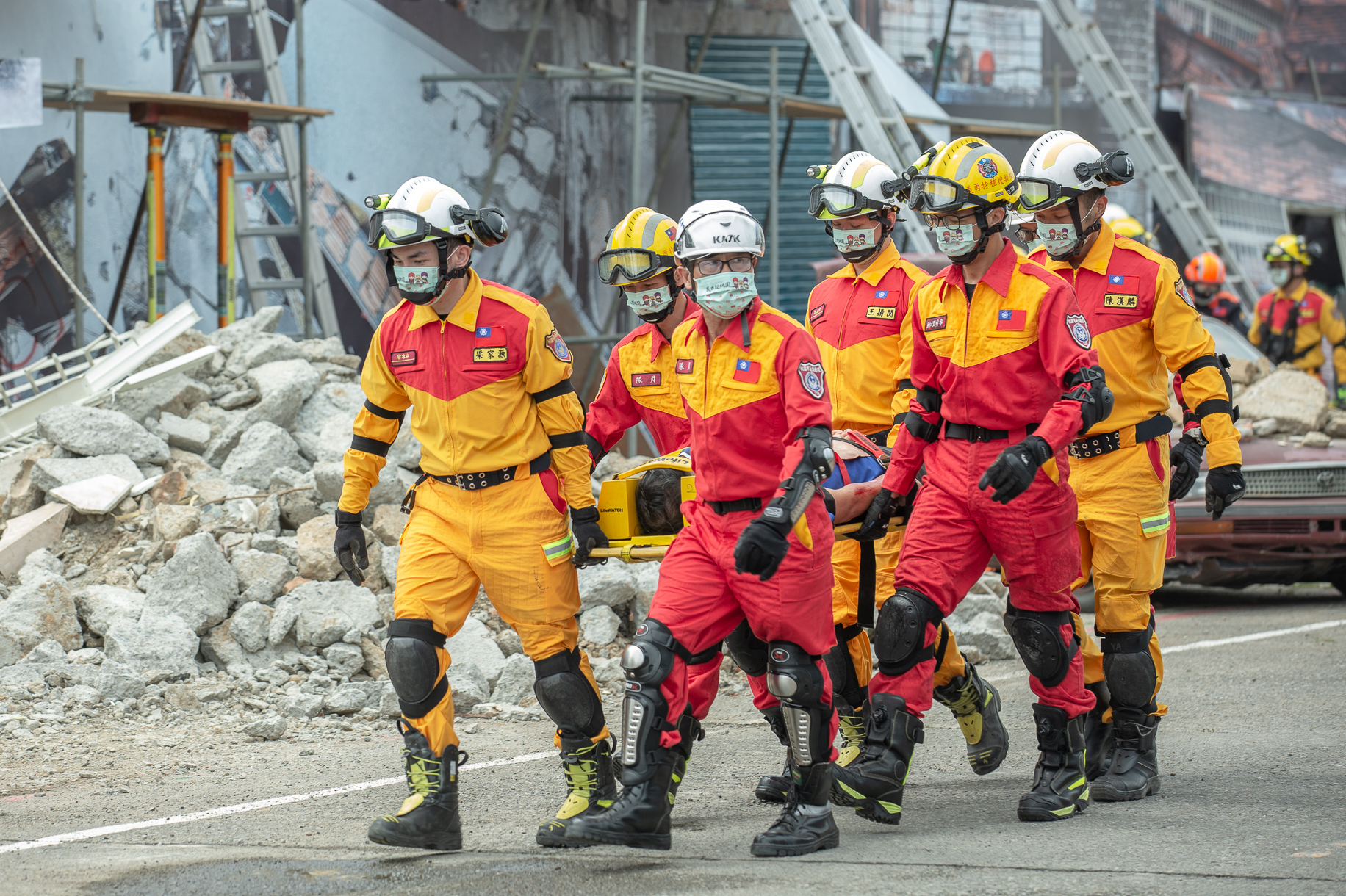
2022年6月，年度全民防衛動員暨災害防救（民安8號演習）有別於往年以天災為想定，首度納入攻擊引發戰災為演練內容。

2022年3月，在俄羅斯入侵烏克蘭後，民眾對國家安全的關注來到高點。其中，烏克蘭情勢讓臺灣各界討論4個月軍事訓練役情延長的議題，並在同年年底成為社會關注焦點。臺灣教授協會、臺灣基督長老教會、臺灣社、中華民國國防政策與戰略研究學會等民間團體，呼籲朝野政黨都能支持兵役制度延長，且政府應盡速公布延長義務役役期延長到1年以上、及必須革新訓練內容，才能確保國家安全。臺灣教授協會協會會長許文堂更指出，應該加入無人機和電子作戰等新觀念。
同時，這次兵役制度延長的政策在地方公職人員選舉之前就已被提出其推動的可能性並成為熱門的討論話題，甚至被認為是民進黨大敗的關鍵因素之一。對此，國防部發言人孫立方曾表示役期調整因素很多，但選舉不會是考量重點。不過兵役制度適當延長得到高度的民意支持。同年12月，臺灣獨立建國聯盟與臺灣安保協會公布輿論調查，指出74.4%民眾支持兵役制度由現行的4個月恢復為1年。臺灣民意教育基金會董事長游盈隆也公布輿論調查，指出有73%民眾同意臺灣役男服役至少要延長1年才合理。
在義務役役期延長為1年後，外界則是聚焦檢視訓練成效，並引發有關女性為何不用當兵等議題的討論。臺灣社、臺灣北社、臺灣教授協會、臺灣制憲基金會等民間團體再度呼籲各政黨應全力支持兵役制度改革。臺灣青年民主協會理事長張育萌表示訓練新兵量能及教育部配套方案有待觀察，並希望未來政府規劃配套時，能納入更多學生的聲音。由於臺灣長期以來對民事防護系統老舊並不重視，臺灣安保協會副祕書長、黑熊學院共同創辦人何澄輝對於把民事防護系統納入改革之一，表示非常值得肯定。
在尚未定案前，風傳媒、《聯合報》、上報等媒體相當關切役期延長何時會有結果，其中曾經報導蔡英文指示軍方檢討役期延長與否、或已經決定義務役徵兵役期延長至10個月／1年，或推測2006年後出生的役男將改服1年義務役。上報還曾報導副總統賴清德擔憂2024年中華民國總統選舉被打亂時程，國防部因此延至年底公布義務役延長。對於這類義務役役期延長的報導，國防部和總統府數次回應報導非並事實、並無此事，並指出兵役制度調整仍在籌備階段，4個月役期調整尚未正式定案。

## 國際反應

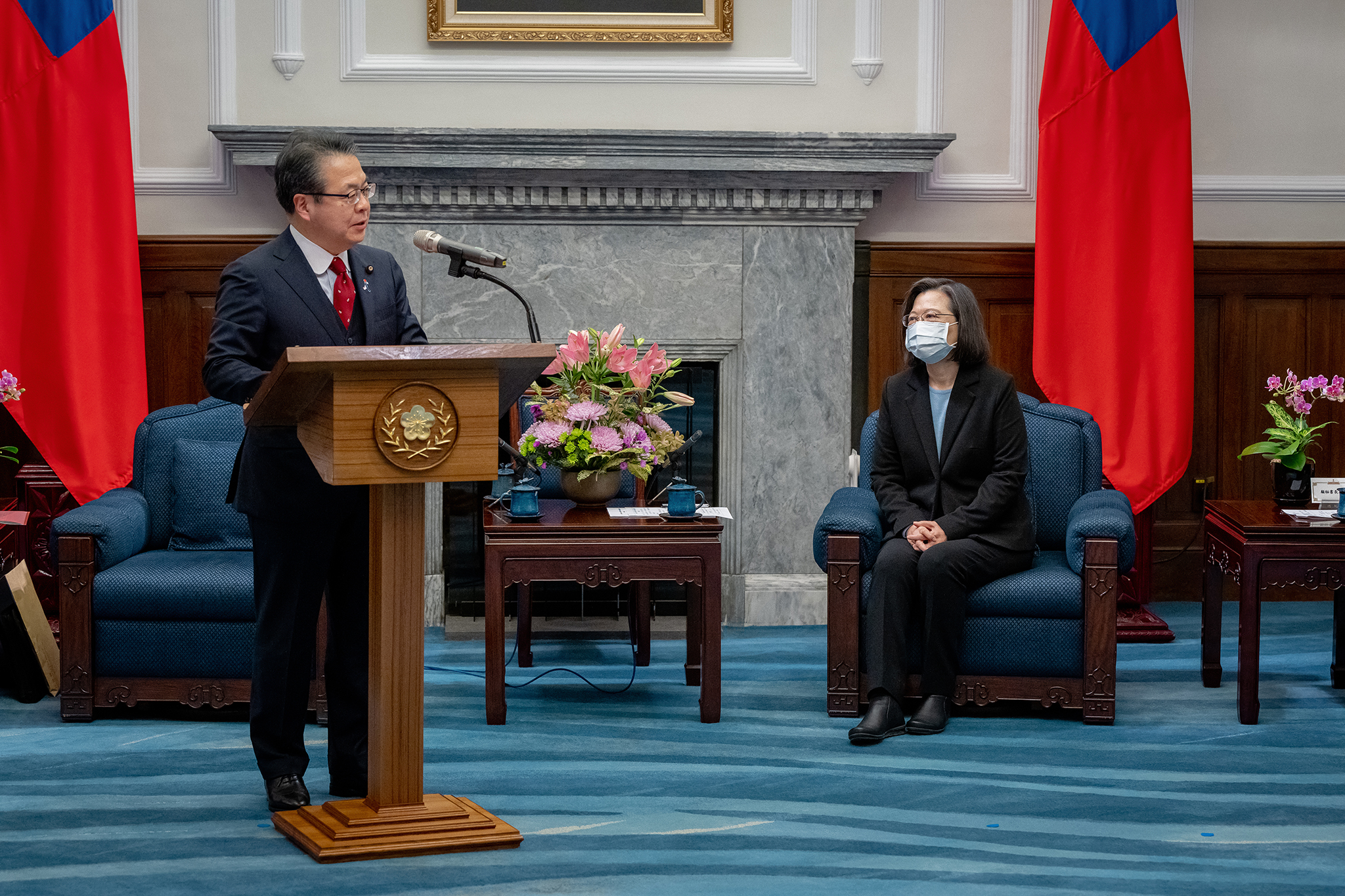
2022年12月，總統蔡英文接見日本參議院議員世耕弘成訪問團。

早在2022年3月，《華爾街日報》報導提到在俄羅斯入侵烏克蘭後，促使臺灣重新思考遭中國人民解放軍侵略時要如何自衛，且延長4個月的役期引起多方討論。在臺灣義務役役期延長至1年後，美國白宮對這項政策表示歡迎，認為這凸顯臺灣對自我防衛與強化嚇阻力的承諾。美國在臺協會亦表示美國歡迎臺灣最近針對徵兵制改革的宣布，認為這個宣布彰顯臺灣對自我防衛的承諾、並強化嚇阻能力，也將持續協助臺灣維持足夠的自我防衛能力。
日本外務省則表示臺灣海峽和平穩定不僅是對日本的安全保障，對國際社會穩定也很重要。12月28日，蔡英文接見日本參議院議員訪問團，並且強調共同維護區域和平穩定，其後參議院議員世耕弘成對這項國防相關重大政策給予高度評價。駐臺北市的美國非營利組織國際共和學會加拿大籍資深顧問寇謐將認為，臺灣必須做得比延長役期更多。而新加坡媒體《海峽時報》報導臺灣恢復1年期的義務役，並引述防衛專家分析指出這項改變方向正確。
「國防重點」（Defense Priorities）高級研究員巴恩達勒（Gil Barndollar）在《日經亞洲評論》撰文表示，為了為臺灣部隊注入新活力，將義務役役期從4個月延長至12個月僅為第一步。《美國國防新聞週刊》亞洲特派員楊啟銘認為，增加服役時間只是臺灣軍隊需要推動的其中一項關鍵改革。義大利羅馬大學教授佩拉吉（Stefano Pelaggi）接受《蟻報》（Le Formiche）採訪表示，將義務役恢復1年的舉動，是臺灣防禦戰略的一部分。英國《金融時報》報導美國軍事代表團曾低調訪問臺灣，探討擴大與美國軍隊合作對臺灣軍力的助益。
印度尼西亞《羅盤報》、《時代報》、BTV、Liputan 6等主流媒體均報導臺灣義務役恢復為1年，稱這是因為海峽兩岸關係緊張而加強作戰準備。法國《世界報》、《費加洛報》、法蘭西24、法國電視一臺、新聞台等媒體也關注臺灣海峽局勢，並指出這是釋放臺灣已經準備好抵抗的訊息。義大利安莎通訊社、TG24天空電視臺等媒體同樣報導臺灣決定恢復1年義務役，指出這是面對日益嚴重的中國威脅。